# Štěpánka Fraňková
Štěpánka Fraňková (* 30. června 1965 Pardubice) je česká politička, lékařka a v letech 2010 až 2014 primátorka Pardubic. Od května 2010 do zvolení primátorkou zastávala úřad poslankyně Parlamentu ČR za Pardubický kraj, zvolená na kandidátce Věcí veřejných. V letech 2007 až 2010 byla náměstkyní pardubického primátora, v letech 2008 až 2016 zastávala post zastupitelky Pardubického kraje. Byla členkou SNK ED.

## Vzdělání, profese a rodina
Mezi lety 1979-1983 studovala gymnázium v Pardubicích. V letech 1983–1989 vystudovala Lékařskou fakultu Univerzity Karlovy v Hradci Králové, kde získala titul MUDr. Po škole nastoupila na chirurgické oddělení nemocnice Pardubice, poté v letech 1994–2007 působila na oddělení úrazové chirurgie.
V dubnu 2017 se stala ředitelkou nemocnic Pardubice a Chrudim. V polovině října 2019 však byla z funkce odvolána, a to kvůli případu poškození zdraví novorozence z června 2019.
Je vdaná, má jedno dítě. Žije v Pardubicích, konkrétně v části Rosice.

## Politická kariéra
Od roku 2006 zasedá v Zastupitelstvu města Pardubice, kde od roku 2007 vykonávala post náměstkyně primátora, zabývala se především problematikou zdravotnictví. Od voleb 2008 zastávala funkci zastupitelky Pardubického kraje, kam byla zvolena na kandidátce Koalice pro Pardubický kraj. Ve volbách v roce 2016 obhajovala jako členka SNK ED na kandidátce subjektu „Koalice pro Pardubický kraj“ (tj. KDU-ČSL, SNK ED a hnutí Nestraníci) post krajské zastupitelky, ale neuspěla.
Ve volbách 2010 se stala členkou dolní komory českého parlamentu za Věci Veřejné, přestože kandidovala až na čtvrtém místě, do poslanecké sněmovny ji vyneslo 6,67 % preferenčních hlasů. Mandát jí zanikl 30. listopadu 2010, když se jej vzdala ve prospěch výkonu funkce primátorky Pardubic poté, co byla v říjnu 2010 opět zvolena do městského zastupitelstva jako lídryně kandidátky Sdružení pro Pardubice. V dolní komoře ji nahradil z pozice náhradníka kandidátky Věcí veřejných člen SNK ED Miroslav Petráň.
V komunálních volbách v roce 2014 obhájila post zastupitelky města Pardubic, když jako členka SNK ED vedla kandidátku subjektu „Sdružení pro Pardubice“. Pokoušela se také dostat do Zastupitelstva Městského obvodu Pardubice VII, ale neuspěla. V následných povolebních jednáních se jí nepodařilo obhájit post primátorky města, ani vyjednat účast v koalici a tak dále pokračovala jen jako řadová opoziční zastupitelka. Ve volbách v roce 2018 obhájila post zastupitelky města, když kandidovala jako členka SNK ED za uskupení „Sdružení pro Pardubice“. Stejně tak byla zvolena zastupitelkou městského obvodu Pardubice VII.
Do dubna 2015 zastávala funkci 1. místopředsedkyně SNK ED, na tuto pozici však již na XI. Republikovém sněmu strany nekandidovala. V listopadu 2018 však vystoupila jak ze „Sdružení pro Pardubice“ (SPP), tak z SNK ED (v Pardubicích zastřešuje právě SPP). Dala tak najevo svůj nesouhlas s nově zformovanou městskou koalicí, jejímž členem se stalo i hnutí ANO 2011. V komunální politice dále působí jako nezávislá.
V komunálních volbách v roce 2022 obhájila jako nezávislá za uskupení „Žijeme Pardubice“ (tj. ČSSD, hnutí PP21 a nezávislí kandidáti) mandát pardubické zastupitelky, navíc se stala i radní města. Za stejný subjekt byla i lídryní do Zastupitelstva městského obvodu Pardubice VII, také v tomto případě se jí podařilo mandát získat.